# Libera Folio

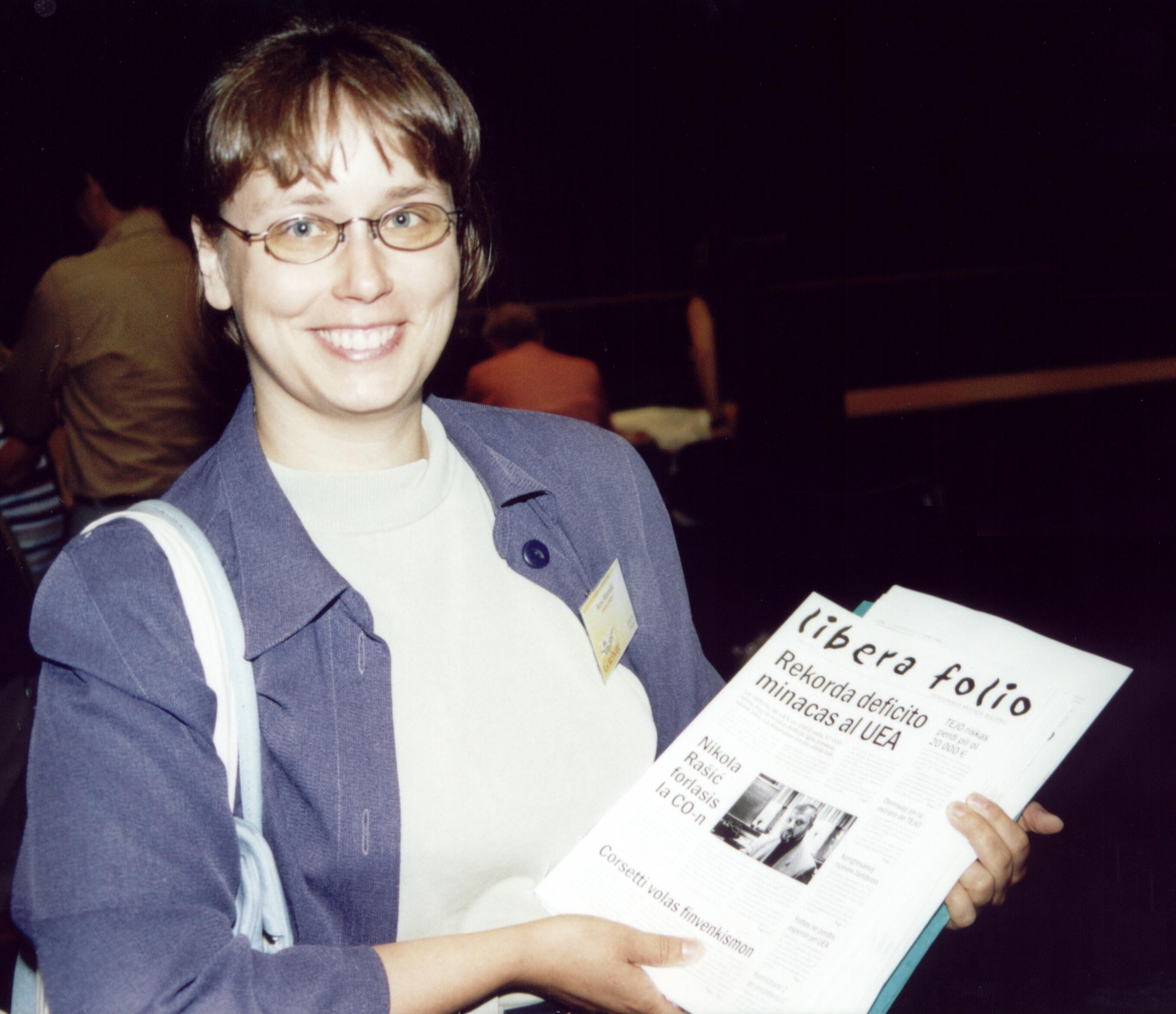
De eerste uitgave van Libera Folio in 2003

Libera Folio (Nederlands: vrij blad) is een online Esperanto-tijdschrift over de Esperanto-beweging, onafhankelijk van organisaties en andere instellingen. Het is opgericht op 12 april 2003 door István Ertl en de Fins-Zweedse journalist Kalle Kniivilä. Het heeft als doel de huidige ontwikkelingen in de Esperanto-beweging nuchter en kritisch te belichten.
Het idee voor het oprichten van Libera Folio ontstond in de eerste week van april 2003.
In mei 2012 had Libera Folio ongeveer 70.000 bezoeken per maand.